# Prionacalus demelti
Prionacalus demelti là một loài bọ cánh cứng thuộc họ Xén tóc.